# Слепян, Сергей Николаевич
Сергей Николаевич Слепян (при рождении Израиль Иосифович Слепян; 28 марта 1852, Минск — 17 февраля 1912, С.-Петербург) — российский священник и благотворитель.

## Биография
Сын богатого минского купца Иоселя-Шлёмы Евелевича Слепяна (1810—?), при рождении получил имя Срол Иоселевич (Израиль Иосифович) Слепян. Окончил коммерческое училище в Минске.
В молодости эмигрировал в Англию, поехав искать счастья. Там он принял христианскую веру, вероятно, у пресвитериан. Там же, в Лондоне,- и женился.
Вернувшись в Россию, работал в Санкт-Петербурге бухгалтером «Новой бумагопрядильни» братьев Говард, крупной прядильно-ткацкой фабрики, расположенной по нечетной сторон Боровой улицы.
Вскоре по возвращении перешёл в православие и стал вольнослушателем Санкт-Петербургской духовной академии.
По его инициативе была построена Покровская церковь на Боровой улице, в которой впоследствии он служил священником.

## Семья
Жена Евгения Альфредовна Слепян, урождённая Колли (из Шотландии) (18.12.1857-21.10.1944) Последние годы жизни провела в Берлине, где и похоронена на православном кладбище Тегель .
Их дети (указаны на сайте прихода церкви на Боровой по Исповедным ведомостям за 1898 год):
- Елизавета — родилась в 1879 году
- Ольга — родилась в 1885 году,
- Феодора — родилась в 1887 году,
- Христина — родилась в 1889 году,
- Владимир (1892—1956) — активный участник Русского студенческого христианского движения (РСХД)[4].
- Александр — (1893—1973) — участник Первой мировой войны, награждённый четырьмя георгиевскими крестами и золотой медалью «За храбрость», в Гражданскую войну — красный военлёт, награждённый орденом Красного Знамени[5].
- Валентина — родилась в 1894 году,
- Борис — 1898 года рождения (?)